# 모가미급 중순양함

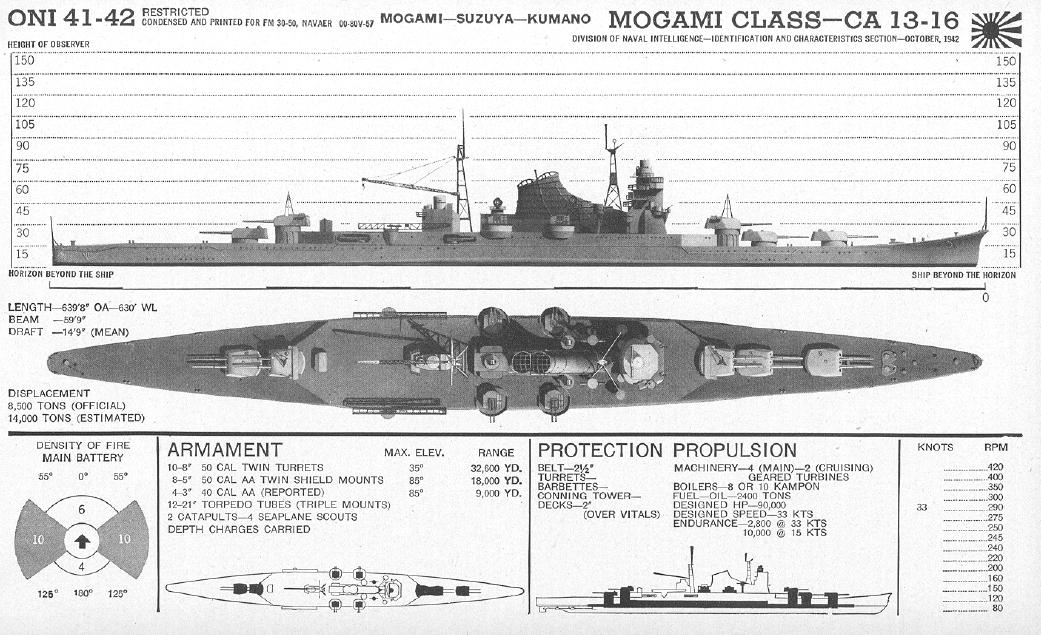
모가미급 중순양함

모가미급 중순양함(일본어: 最上型 重巡洋艦)'은 일본 제국 해군의 중순양함 함급이다. 처음에는 대형인 경순양함으로 만들어졌으나, 이후 태평양 전쟁이 발발하자 경순양함의 6인치 주포는 모두 탈거되고 8인치 주포로 갈아 끼워졌다. 1944년경에 네임쉽 모가미는 4, 5번 주포탑을 떼고 항공갑판을 부착해 항공순양함이 되었다.

## 함선 목록
| 하위 함급 | 이름   | 건조사                   | 착공             | 진수             | 완공             | 운명                                                                       |
| --------- | ------ | ------------------------ | ---------------- | ---------------- | ---------------- | -------------------------------------------------------------------------- |
| 모가미    | 모가미 | 구레 해군공창            | 1931년 10월 27일 | 1934년 3월 14일  | 1935년 7월 28일  | 1944년 10월 25일, 수리가오 해협 전투 이후 자침함.                          |
| 모가미    | 미쿠마 | 미쓰비시 나카사키 조함소 | 1931년 12월 24일 | 1934년 5월 31일  | 1935년 8월 29일  | 1942년 6월 일, 미드웨이 해전에서 침몰함.                                   |
| 스즈야    | 스즈야 | 요코스카 해군공창        | 1933년 12월 11일 | 1934년 11월 20일 | 1937년 10월 31일 | 1944년 10월 25일, 사마르 전투에서 침몰함.                                  |
| 스즈야    | 구마노 | 가와사키 고베 조함소     | 1934년 4월 5일   | 1936년 10월 15일 | 1937년 10월 31일 | 1944년 11월 25일, 필리핀 전역에서 USS 타이콘데로가의 수상기에 의해 침몰함. |